# Dublin (grevskap)
County Dublin (iriska: Contae Bhaile Átha Cliath) är ett traditionellt grevskap på Irland. Grevskapet omfattar huvudstaden Dublin, som även är landets största stad, samt omgivande grevskapsdistrikt. Grevskapet gränsar mot Meath, Kildare samt Wicklow.

## Administration
Sedan 1994 har grevskapet inte haft någon administrativ funktion. Det året delades grevskapet in i fyra grevskapsdistrikt som har samma funktion som ett administrativt grevskap.
| Område                 | Placering | Status            | Areal (km²) | Invånarantal (2006) |
| ---------------------- | --------- | ----------------- | ----------- | ------------------- |
| Dublin                 | centralt  | stad              | 117,61      | 506 211             |
| Dun Laoghaire-Rathdown | sydost    | grevskapsdistrikt | 126,95      | 194 038             |
| Fingal                 | nord      | grevskapsdistrikt | 453,09      | 239 992             |
| South Dublin           | sydväst   | grevskapsdistrikt | 223,01      | 246 935             |

## Städer och samhällen
- Balbriggan, Blanchardstown
- Castleknock, Clondalkin, Clontarf, Coolock
- Dalkey, Donabate, Drumcondra, Dundrum, Dún Laoghaire
- Harold's Cross, Howth
- Killiney
- Lucan
- Malahide, Mulhuddart
- Palmerstown, Portmarnock
- Rathcoole, Rathfarnham, Rathgar, Rathmines, Rush
- Saggart, Sandyford, Skerries, Stillorgan, Swords
- Tallaght, Templeogue, Terenure